# Boeddhisme in Hongkong

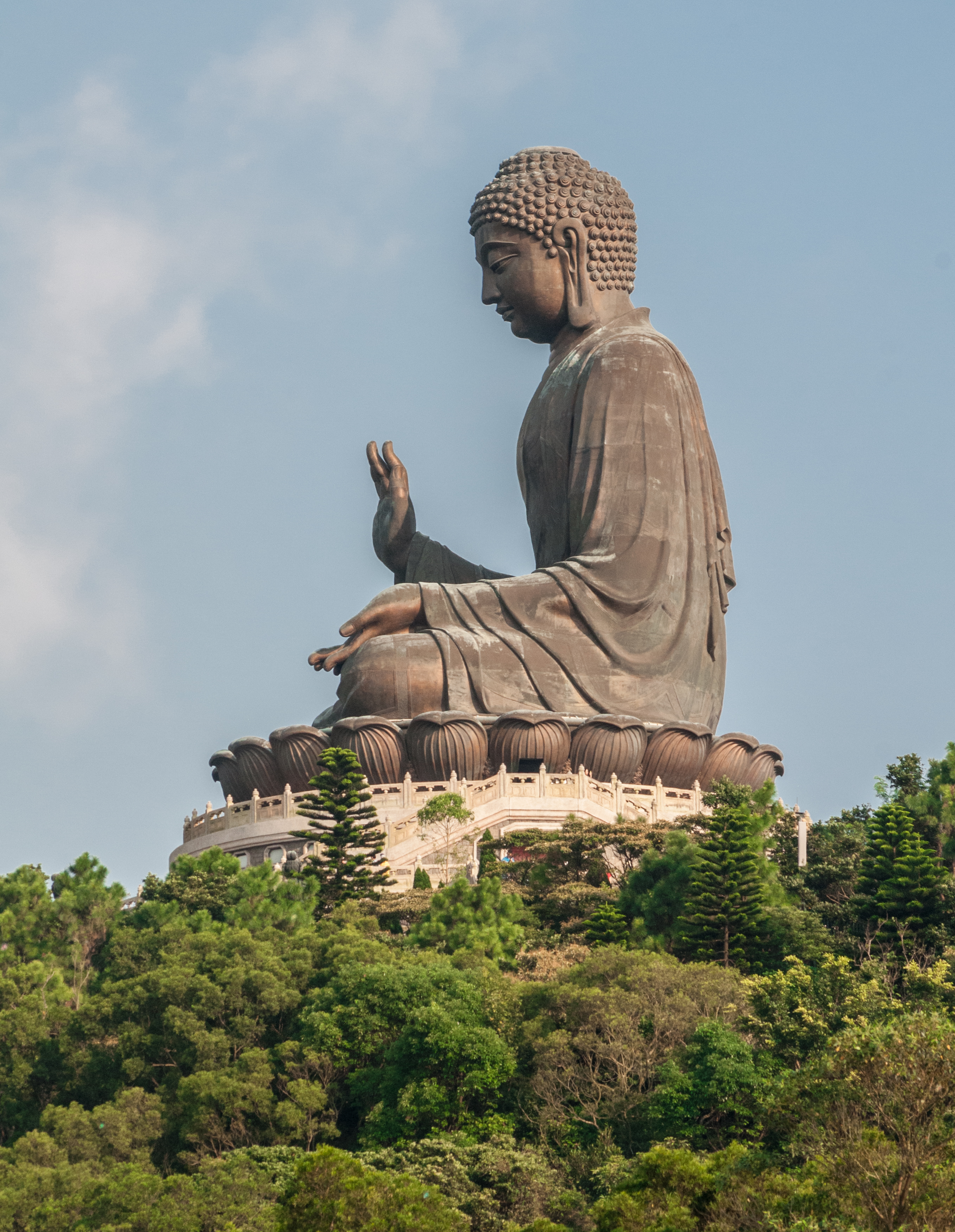
De Tian Tan Boeddha op het eiland Lantau Hongkong

Boeddhisme en taoïsme, een traditionele Chinese religie, hebben een redelijk hoog aantal aanhangers in Hongkong (90% claimt boeddhist te zijn), maar het aantal echte boeddhisten die hun toevlucht hebben genomen bedraagt slechts zevenhonderdduizend mensen.
Er zijn meer dan 600 tempels in Hongkong. De geschiedenis van sommige van deze tempels is meer dan 700 jaar lang, terwijl andere tempels weer recent zijn gebouwd. Een bekende Hongkongse tempel is de Wong Tai Sintempel in Kowloon. Deze populaire tempel is gewijd aan de taoïstische godheid Wong Tai Sin. Een andere beroemde tempel in Hongkong is Chi Linnonnenklooster in Diamond Hill. Het tempelcomplex bestaat uit een groep van tempels die gebouwd zijn in de Tang-dynastie-stijl.
Het Po Linklooster op het eiland Lantau is beroemd om zijn grote bronzen boeddha, Tian Tan Boeddha, die in de buitenlucht staat. Het trekt grote aantallen bezoekers in het weekend en tijdens feestdagen.
Boeddhistische organisaties en tempels hebben in Hongkong een langdurige rol gespeeld in sociale hulp en educatie. De Hong Kong Buddhist Association beheert vele basis- en middelbare scholen, hospitalen, bejaardenhuizen en centra voor de jeugd.
Onder het leiderschap van Chief Executive Tung Chee-hwa, werd formeel de invloed van het boeddhisme op Hongkong toegegeven. In 1997 werd vesak een publieke vrije dag en verving hiermee de verjaardag van Elizabeth I. Tung is zelf boeddhist en nam deel aan belangrijke boeddhist activiteiten in Hongkong en China. De tegenwoordige Chief Executive Donald Tsang is rooms-katholiek.
Academische studies en onderzoek naar het boeddhisme in Hongkong zijn in de laatste tien jaar ontwikkeld. De Universiteit van Hongkong heeft een centrum voor boeddhistische studies. De Chinese Universiteit van Hongkong heeft een centrum voor de studie van humanistische boeddhisme.
België · Cambodja · China (Hongkong · Tibet) · India · Indonesië · Japan · Korea · Myanmar · Mongolië · Nederland · Rusland · Sri Lanka · Taiwan · Thailand